# Michael Ebertz
Michael N. Ebertz (* 25. November 1953 in Offenbach am Main) ist ein deutscher Religionssoziologe und Theologe. Er lehrt Sozialpolitik, Soziologie, freie Wohlfahrtspflege und kirchliche Sozialarbeit an der Katholischen Hochschule Freiburg. Seine Forschungsschwerpunkte sind Sozialpolitik und Freie Wohlfahrtsverbände, allgemeine Soziologie, Kirchen-, Religions- und Kultursoziologie, Pastoraltheologie sowie Eschatologie.

## Werdegang
Michael N. Ebertz erlangte – nach einem Doppelstudium von Lehramtsstudium (Deutsch und Sozialkunde) und Soziologie – 1978 sein Diplom in Soziologie an der Universität Frankfurt. Im Jahr 1985 wurde er an der Universität Konstanz zum Dr. rer. soc. promoviert. Seit 1991 lehrt Michael N. Ebertz als Professor an der Katholischen Hochschule Freiburg und hat zahlreiche Lehraufträge an verschiedenen Hochschulen.
1998 habilitierte er sich an der Universität Konstanz und erhielt dort als Privatdozent die Venia legendi für den gesamten Bereich der Soziologie. 2001 wurde er von der Theologischen Fakultät der Universität Freiburg i. Br. zudem zum Dr. theol. promoviert. 

## Wirken
Als auch historisch orientierter Soziologe arbeitet Ebertz auch über die Anfänge der Christentumsgeschichte sowie über die Auseinandersetzung der Kirchen, insbesondere der katholischen Kirche, mit der hereinbrechenden Moderne im 19. Jahrhundert. In seinen Gegenwartsanalysen analysiert er die Krise der Kirche im 20. und 21. Jahrhundert in Deutschland und Europa. Er diagnostiziert die mehrdimensionale Kirchenkrise auch als Verlust ihrer eschatologischen Spannkraft und der strukturellen Spaltung der vom Christentum postulierten Einheit von Gottes- und Nächstenliebe. Als Leiter des Zentrums für kirchliche Sozialforschung (ZEKIS) erhebt er empirisch die Erscheinungsweisen der Kirchen heute, z. B. die religiösen Orientierungen und Einstellungen („Was glauben die Hessen?“) und der Kirchenbindungen und Kirchenaustritte.
1995 erhielt er den Bad Herrenalber Akademiepreis/Evangelische Akademie Baden und 2003 den 15. Sexauer Gemeindepreis für Theologie/Badische Landeskirche. Ebertz ist seit Jahren persönliches Mitglied des Zentralkomitees der deutschen Katholiken (ZdK), Mitglied in der Kommission „Caritasprofil“ des Deutschen Caritasverbands und Mitglied im Wissenschaftlichen Beirat des Sinus-Instituts in Heidelberg.

## Veröffentlichungen (Auswahl)
- Kirchenaustritt als Prozess: Gehen oder bleiben? Eine empirisch gewonnene Typologie (zus. mit Monika Eberhardt/Anna Lang) (= KirchenZukunft konkret, 7). Berlin/Münster (LIT) 2012, ISBN 978-3-643-11836-3.
- Was glauben die Hessen? Ergebnisse einer Untersuchung im Auftrag des Hessischen Rundfunks, unter Mitarbeit von Burkhard Werner, Lucia A. Segler und Samuel Scherer, Freiburg 2012.
- Sinnstiftung als Beruf. Hg. zus. mit Rainer Schützeichel. Wiesbaden (VS Verlag für Sozialwissenschaften) 2010, ISBN 978-3-531-16815-9.
- Milieupraxis. Vom Sehen zum Handeln in der pastoralen Arbeit. Hg. zus. mit Bernhard Wunder. Würzburg (Echter) 2009, ISBN 978-3-429-03161-9.
- Menschen in Organisationen. In: Theologie im Fernkurs, Lehrbrief 14, Würzburg 2007.
- Das Zusammenleben von Juden und Nichtjuden in der Zeit von 1933 bis 1940 in Breisach. Ein Projekt der Katholischen Fachhochschule Freiburg. Zusammen mit Werner Nickolai und Jürgen Sehrig, Hartung-Gorre, Konstanz 2006, ISBN 3-86628-050-5.
- Die Zivilisierung Gottes. Der Wandel von Jenseitsvorstellungen in Theologie und Verkündigung. Theologische Dissertation, Schwabenverlag, Ostfildern 2004, ISBN 3-7966-1121-4.
- Aufbruch in der Kirche. Anstöße für ein zukunftsfähiges Christentum. 2. Auflage, Herder, Freiburg 2003, ISBN 3-451-27632-1.
- Volkskirche wohin? Chancen in der Krise. Sexauer Gemeindepreis für Theologie, 15, Sexau 2003.
- Kirche im Gegenwind. Zum Umbruch der religiösen Landschaft. 4. Auflage, Herder, Freiburg 2001, ISBN 3-451-26367-X (1. Auflage 1997).
- Mächtig – Ohnmächtig. Jugendliche im ländlichen Raum. Eine empirische Exploration. MenschenArbeit, Freiburger Studien 10, zusammen mit Werner Nickolai, Hartung-Gorre, Konstanz 1999, ISBN 3-89649-367-1.
- Erosion der Gnadenanstalt? Zum Wandel der Sozialgestalt von Kirche. Habilitationsschrift, Knecht, Frankfurt 1998, ISBN 3-7820-0808-1.
- Religion ja – Kirche nein. Jeder seine eigene Sekte? Philosophisch-Theologische Hochschule Vallendar, Vallendar 1996.
- Eine religionssoziologische Situationsanalyse der 90er Jahre. Akademie Klausenhof, Hamminkeln 1996.